# Natriumhydrogenselenit
Natriumhydrogenselenit ist eine anorganische chemische Verbindung aus der Gruppe der Selenite.

## Gewinnung und Darstellung
Einkristalle von Natriumhydrogenselenit können bei Raumtemperatur durch langsames Verdampfen von wässrigen Lösungen gezüchtet werden, die einen Überschuss von Seleniger Säure in Bezug auf die stöchiometrische Menge von Natriumcarbonat und Seleniger Säure enthalten.

## Eigenschaften
Natriumhydrogenselenit ist ein farb- und geruchloser, hygroskopischer Feststoff, der leicht löslich in Wasser ist. Ab 120–130 °C zersetzt sich die Verbindung zu Natriumpyroselenit Na2Se2O5.
Er besitzt eine monokline Kristallstruktur mit der Raumgruppe C2/c (Raumgruppen-Nr. 15) und den Einheitszellenparametern a = 21,9799 Å, b = 5,7910 Å, c = 10,2796 Å und β = 105,107°. Die Struktur besteht aus Dimeren von HSeO3-Ionen, die durch Wasserstoffbrückenbindungen um ihre Symmetriezentren verbunden sind, und Na+-Kationen, die von den Sauerstoffatomen der Selengruppe umgeben sind.

## Verwendung
Natriumhydrogenselenit wird in der Bakteriologie für Anreicherungsböden und zur Keimfähigkeitsprüfung von Samen verwendet.

## Sicherheitshinweise
Natriumhydrogenselenit ist gemäß EU-Richtlinie 2002/46/EG, Anhang II (Fassung vom 30. September 2022) für Selen in Deutschland und anderen EU-Ländern in Nahrungsergänzungsmitteln zugelassen, obwohl ein Selenmangel sowohl in Deutschland als auch in Europa bei gesunden Personen selten anzutreffen ist. Das Bundesinstitut für Risikobewertung empfiehlt eine Höchstmenge von 25–30 µg Natriumhydrogenselenit pro Tag als Nahrungsergänzungsmittel.